# Керимова, Сабина
Сабина Керимова (азерб. Səbinə Kərimova; в девичестве — Микина; род. 24 октября 1987, Баку) — азербайджанская фехтовальщица на саблях, участница Олимпийских игр 2012 и 2016 годов, участница чемпионатов мира.
Рост — 168 см. Вес — 51 кг. Тренер — Фикрет Велиев.

## Биография
Сабина Микина родилась 24 октября 1987 года в Баку.
В 2005 году на чемпионате мира среди юниоров в Линце (Австрия) Микина заняла 54-е место. На юношеском чемпионате мира 2006 года в южнокорейском Тхэбэке Микиной досталось 39-е место. В этом же году на взрослом чемпионате мира в Турине (Италия) Микина завершила выступление на 54-м месте. В 2007 году на чемпионате мира среди юниоров в Белеке (Турция) Микина заняла 56-е место, а на чемпионате мира среди взрослых в Санкт-Петербурге — 85-е.
В 2009 году Сабина Микина приняла участие на чемпионате мира в Анталье, где заняла 57-е место, а в 2010 году в Париже — 68-е. В 2011 году на чемпионате мира в Катанье Микина проиграв в четвертьфинале россиянке Софье Великой заняла 8-е место.
В апреле 2012 года на Кубке мира в Братиславе (Словакия) Сабина Микина, обыграв представшую Турцию украинку Ирину Кравчук со счётом 15:7 завоевала лицензию на Олимпийские игры в Лондоне. На этих играх Микина выиграла в 1/32 финала Александру Буждосо из Германии, но в 1/16 финала проиграла украинке Ольге Харлан, заняв в итоге 14-е место. Выступала Сабина Микина под руководством наставника сборной Азербайджана по фехтованию Фикрета Велиева.
В 2013 году на Универсиаде в Казани Микина снова проиграла Харлан в 1/8 финала. На чемпионате мира этого же года в Будапеште Микиной досталось 49-е место.